# Polichinelle (commedia dell'arte)
Pour les articles homonymes, voir Polichinelle.

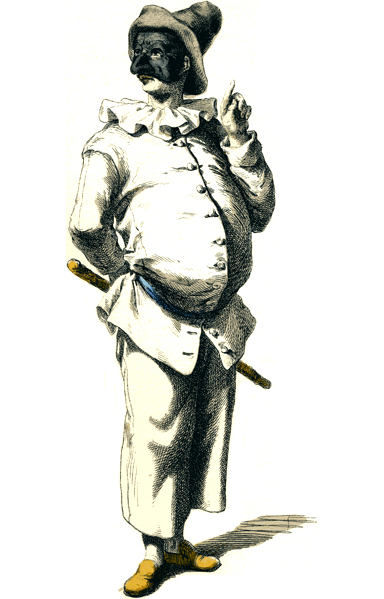
Pulcinella italien.

Polichinelle, Pulcinella en italien, est un personnage type de la commedia dell'arte, originaire du théâtre napolitain proche d'Arlequin.

## Origine

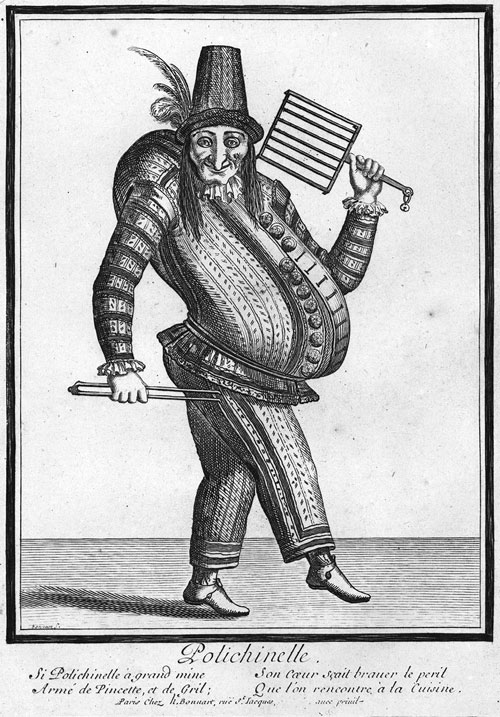
Gravure représentant le Polichinelle français (vers 1650).

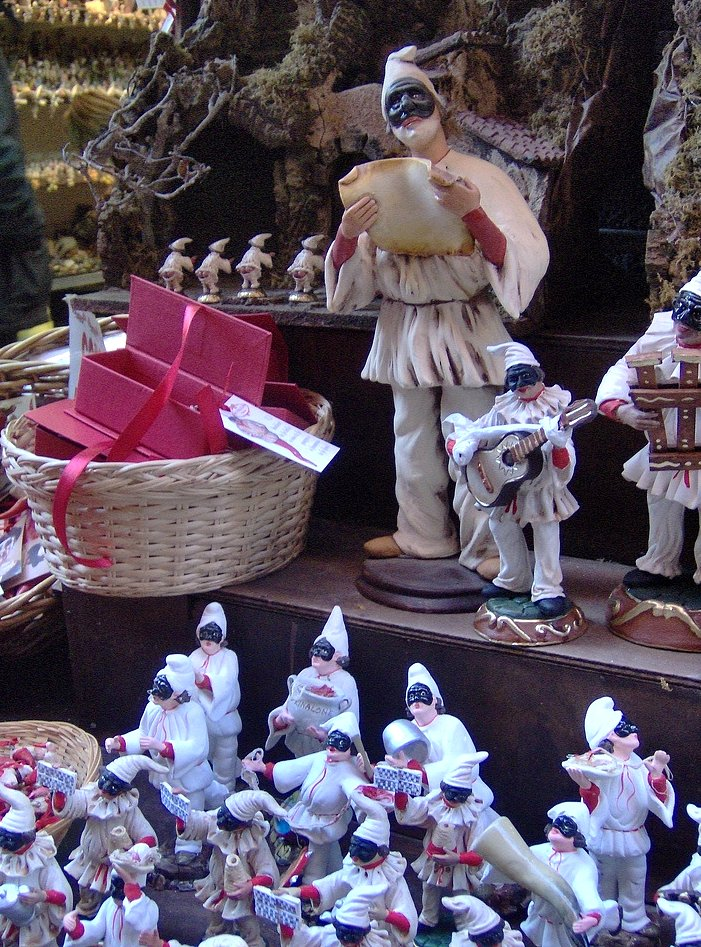
Figurines de Pulcinella, via San Gregorio Armeno à Naples.

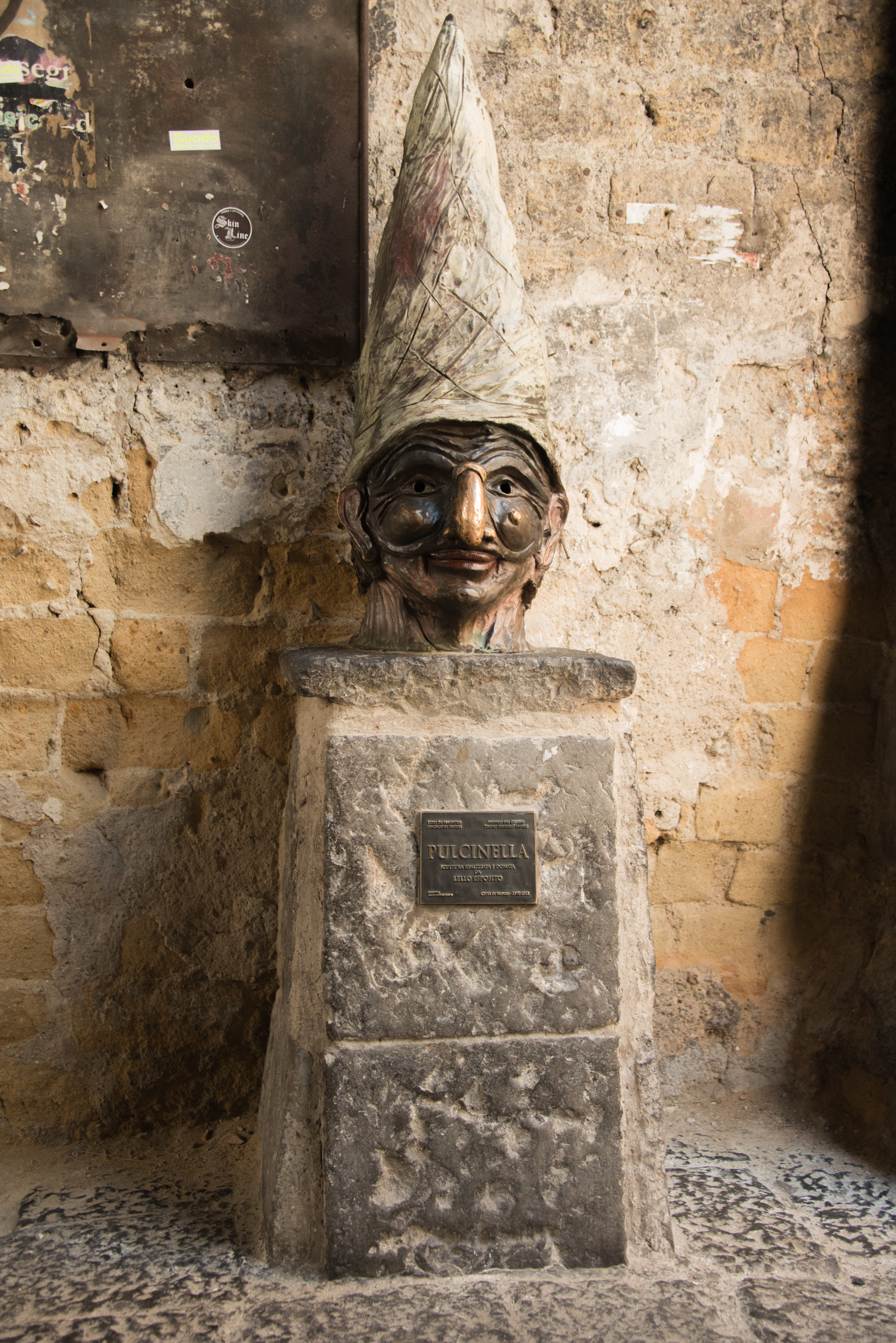
Sculpture de Lello Esposito - 2012 - rue de Naples

Certains le font descendre de l’ancien théâtre latin, affirmant qu’il est apparenté à Macchus et Kikirrus, bouffons impertinents et sots des Atellanes, dialoguant en osque, en grec et en latin. D’autres ont adopté une tradition selon laquelle un certain Paolo Cinella ou Puccio d’Aniello, natif d’Acerra, paysan d’une tournure grotesque et d’un esprit facétieux, aurait été enrôlé dans une compagnie d’acteurs dont il aurait fait la fortune. À sa mort, un de ses compagnons aurait pris le costume, le masque et le nom légèrement modifié du bouffon campanien.
Absent des représentations sacrées du Moyen Âge, Pulcinella fut tiré, au XVIe siècle, de l’oubli, renouvelé ou inventé par un comédien du nom de Silvio Fiorillo, qui l’introduisit dans les parades napolitaines. C’est à Naples qu’il s’est le mieux maintenu, et le petit théâtre San Carlino devint sa résidence officielle.
Au XVIIe siècle, les polichinelles les plus fameux sont C. Baldo, Andrea Calcese, Michelangelo Fracanzani (à qui l'on doit l'introduction du personnage en France), puis au XVIIIe siècle, B.Cavallucci et V. Cammarano ainsi que Salvatore et Antonio Petito au XIXe siècle.

## Description
Il représente le plus souvent un valet d’origine paysanne, rusé, grossier, simple, disgracieux, spirituel et gourmand. Vêtu de blanc, il est caractérisé par son fameux masque (maschera) avec son long nez crochu, sa bosse, son gros ventre et son parler imitant le cri des oiseaux.
Pulcinella a, en Italie, toute une famille : à Rome, Meo Patacca et Marco Pepe ; à Naples, il Sitonno (le garçon) ; à Bologne, Birrichino.

## Marionnette
Au-delà de la Commedia dell’Arte, le personnage de Polichinelle se développe différemment et devient le principal protagoniste dans le théâtre de burattini ; ce spectacle de marionnettes, appelé aussi guarettelle à Naples, est une invitation à mieux connaitre l’esprit et l’humour de la culture napolitaine.

## Variantes
Il fait partie des masques portés au Carnaval de Venise.

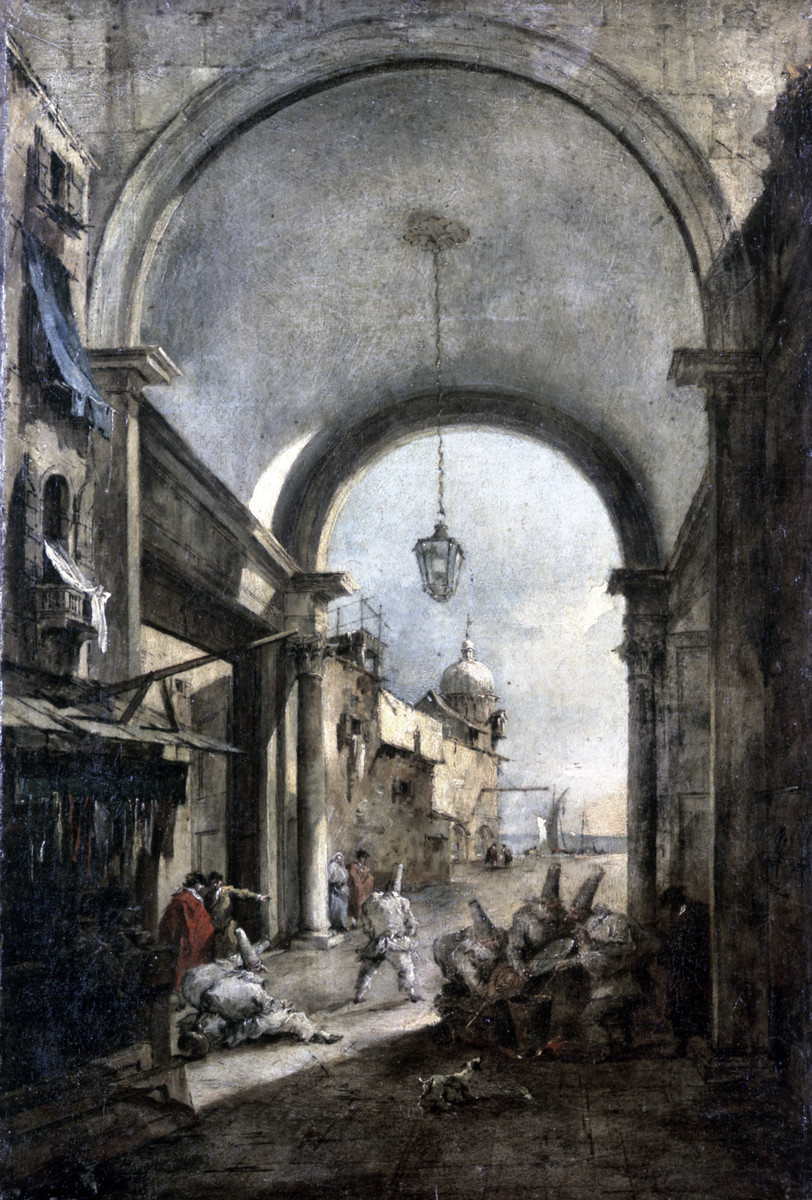
Portique avec des masques de Pulcinella
par Francesco Guardi, 1780-1785
Académie Carrara, Bergame

Il devient célèbre en Europe mais n’a jamais occupé une grande place dans la littérature dramatique, ni en Italie ni en France, quoique Molière lui ait donné entrée dans un intermède du Malade imaginaire et il appartient surtout au théâtre des marionnettes. En France, Octave Feuillet a écrit en 1846 des Aventures de Polichinelle, illustrées par Bertall et Pierre-Jules Stahl (pseudonyme de Pierre-Jules Hetzel) a édité une version moralisatrice des Méfaits de Polichinelle, illustrée par Georges Fath en 1874, pour ses petits lecteurs du Magasin d'éducation et de récréation.
Passé en Angleterre, Polichinelle devint, sous le nom de Punchinello ou Punch, « le Don Juan de la populace ». Il a pénétré en Allemagne sous le nom de Hans Wurst (Jean-Saucisse) ou Kasperle. Il est nommé don Cristobal Polichinela en Espagne.
L'expression secret de Polichinelle, basée sur une de ses facéties, est passée dans le langage courant.
L'expression avoir un polichinelle dans le tiroir est une métaphore signifiant « être enceinte ». 

## Source
- Gustave Vapereau, Dictionnaire universel des littératures, Paris, Hachette, 1876, p. 1622-3
- Octave Feuillet, La Vie de Polichinelle et ses nombreuses aventures, Paris, Hetzel, 1846, texte en ligne sur Gallica
- Pierre-Jules Hetzel, Les méfaits de Polichinelle, Paris, Hetzel, 1874, texte en ligne sur Gallica
- (it) Luigi Serafini, Pulcinellopedia (piccola), Longanesi & C., Milan, 1984.  (ISBN 88-304-0388-1)
- Didier Plassard (dir.), Polichinelle, entre le rire et la mort. Filiations, ruptures et régénération d'une figure traditionnelle, Rencontres de Gadagne, Musées Gadagne, Milan : Silvana editoriale, 2015, 95 p.
- Préface de Polichinelle (de Guignol) par Gustave Kahn, 1906, sur Wikisource